# Пік-Дистрикт
53°21′00″ пн. ш. 1°50′00″ зх. д. / 53.35° пн. ш. 1.8333333333333° зх. д.
Пік-Дистрикт  (англ. Peak District: «край вершин», «скелястий край») — піднесена місцевість у центральній і північній Англії, що розташована переважно у північному Дербіширі, а також частково Чешир, Великий Манчестер, Стаффордшир, Саут-Йоркшир та Вест-Йоркшир.
Більшість території належить національному парку Пік-Дистрикт, утвореному в 1951 році і став першим національним парком на Британських островах 

.
Територію парку умовно поділяють на північну (Дарк-Пік) та південну (Вайт-Пік) частини. 
Геологічну основу першої складають грубозернисті пісковики або гравеліти , і вона, в основному, зайнята вересовими пусищами. 
Друга складена переважно вапняками; тут зосереджена більшість населення району. 
Близькість до великих міст, таких як Манчестер та Шеффілд, а також до графств Ланкашир, Великий Манчестер, Чешир, Стаффордшир, Саут-Йоркшир і Вест-Йоркшир у поєднанні зі зручним автомобільним та залізничним сполученням сприяла зростанню популярності парку, який відвідують близько 22 мільйонів людей на рік. 
Національний парк Пік-Дистрикт вважається другим у світі за частотою відвідувань, поступаючись лише Фудзі-Хаконе-Ідзу в Японії

.

## Географія
Місцевість займає південні відроги Пеннінських гір, тому її рельєф представлений в основному височинами — близько 300 м над рівнем моря, з найвищою точкою на плато Кіндер-Скаут - 636 м 
. 
Незважаючи на назву, ландшафт «скелястого краю» позбавлений гострих гірських піків і характеризується пологими пагорбами та уступами (ескарпами), складеними грубозернистими пісковиками або гравелітами. 
Поблизу розташовані великі міські агломерації Гаддерсфілда, Манчестера, Шеффілда, Дербі та Сток-он-Трента.
Територія національного парку становить 1 437 км² 

(графства Дербішир, Чешир, Великий Манчестер, Стаффордшир, Саут-Йоркшир та Вест-Йоркшир) і включає більшу частину місцевості, зазвичай званої Пік-Дістрикт. На півночі парк обмежений автострадою A62 між Марсденом та Мелтгемом, на північному заході – Олдемом, на півдні – автострадою A52 та передмістями Ешбурна. 
У межі парку не входять забудовані та промислові райони, наприклад, місто Бакстон і розташовані поруч кар'єри знаходяться у вузькому коридорі, з трьох сторін оточеному територією парку. 
Тим не менш, місто Бейквел і численні села непромислового заходу Шеффілда знаходяться в межах парку. 
Станом на 2010 рік Пік-Дістрикт є п'ятим за величиною національним парком Англії та Уельсу 
.
У Великій Британії позначення «національний парк» означає, що існують деякі обмеження, щоб захистити територію від зайвого розвитку, і що Адміністрація національних парків піклується про неї, а не те, що земля є власністю держави і має бути безлюдною.
12% території парку належить Національному довірчому фонду, який займається охороною місцевостей, що становлять інтерес для історії чи унікальних за красою. Ця організація не отримує державного субсидування 
. 
Угіддя, що належать фонду (Гай-Пік, Сауф-Пік, Лонгхоу), мають у своєму складі такі важливі з екологічної або геологічної точки зору території як вересова пустка Бліклоу, уступ Дервент-Едж, поселення Гоуп-Вудлендс, пагорб Мем-Тор, долина Доувдейл, село Міллдейл, район Віннатс-Пасс 

. 
Адміністрація національних парків володією близько 5% території. 
Серед інших власників землі є кілька компаній з водопостачання.
.

## Геологія
Геологічну основу «скелястого краю» становлять майже винятково осадові гірські породи кам'яновугільного періоду. 
Вони містять карбонові вапняки, гравеліти та грубозернисті пісковики, що лежать вище, а також пласти кам'яного вугілля, хоча останні зустрічаються лише на межах парку. 
Крім того, зрідка на поверхню виходять магматичні та ефузивні гірські породи, туфи та вулканічні агломерати.
Загальна геологічна структура місцевості нагадує широкий купол із розломами та складками на західних краях. 
Підняття земної кори та ерозія фактично знищили вершину цього купола, внаслідок чого утворилося концентричне оголення порід з кам'яновугільними пластами на східному та західному краях, карбоновими вапняками на основі та пісковиками Міллстоун-Гріт між ними. 
Південний край купола перекривається тріасовими пісковиками, хоча вони в основному знаходяться поза територією парку.

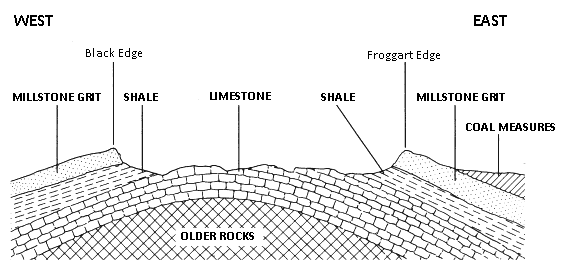
Схематичний геологічний розріз через територію Пік-Дистрикт із заходу на схід, що показує структуру еродованого купола

Центральна та північна частини регіону, де карбонові вапняки залягають поблизу поверхні, відомі як Вайт-Пік, на відміну від Дарк-Пік з широкими смугами вересових пусток та оголеннями пісковиків Міллстоун-Гріт.
Тектонічні рухи земної кори під час та після кам'яновугільного періоду сприяли підняттю рельєфу, особливо на заході, та утворенню складчастого залягання шарів гірських порід по осі північ-південь. 
Місцевість зазнала меридіонального тектонічного підняття, і в результаті сформувався антиклінальний купол 
, 
а потім глинисті сланці та пісковики протягом тривалого часу зазнавали процеси вивітрювання, що призвело до оголення вапняків. 
Наприкінці кам'яновугільного періоду земна кора була затоплена морем, у результаті чого утворилися нові верстви осадових порід 
.
Через деякий час після їхнього формування у вапняку з'явилися мінеральні жили. 
Ці жили розроблялися у пошуках свинцю з римських часів
.
Територія щонайменше один раз покривалася льодом під час одного з льодовикових періодів, що відбувся за останні 2 мільйони років (швидше за все, під час зледеніння 450 000 років тому), про що свідчать льодовикові наноси і валунна глина, що знаходяться на території краю. 
Однак вона не була покрита льодом під час останньої льодовикової епохи, що досягла свого піку 20 - 22 000 років тому.

## Водойми
Територія порізана долинами річок, де збудовано велику кількість водосховищ. 
У верхній течії річки Деруент та її приток Вай і Нов у першій половині XX століття з'явилися водосховища Гоуден, Деруент та Ледібоуер 
.
Водойми краю відносяться до басейнів різних річок: у північно-східній частині — річки Дон, північно-західній — Мерсі, південній — Трента.

## У літературі та мистецтві
Місцеві пейзажі століттями були джерелом натхнення для письменників. 
Деякі куточки краю є, на думку Радьфа Елліота та інших дослідників, місцем дії поеми XIV століття «Сер Гавейн і Зелений Лицар»; наприклад, ущелина Ладс-Черч вважається прообразом Зеленої Каплиці 

Тут поширене англійське народне свято Прикрашання джерел

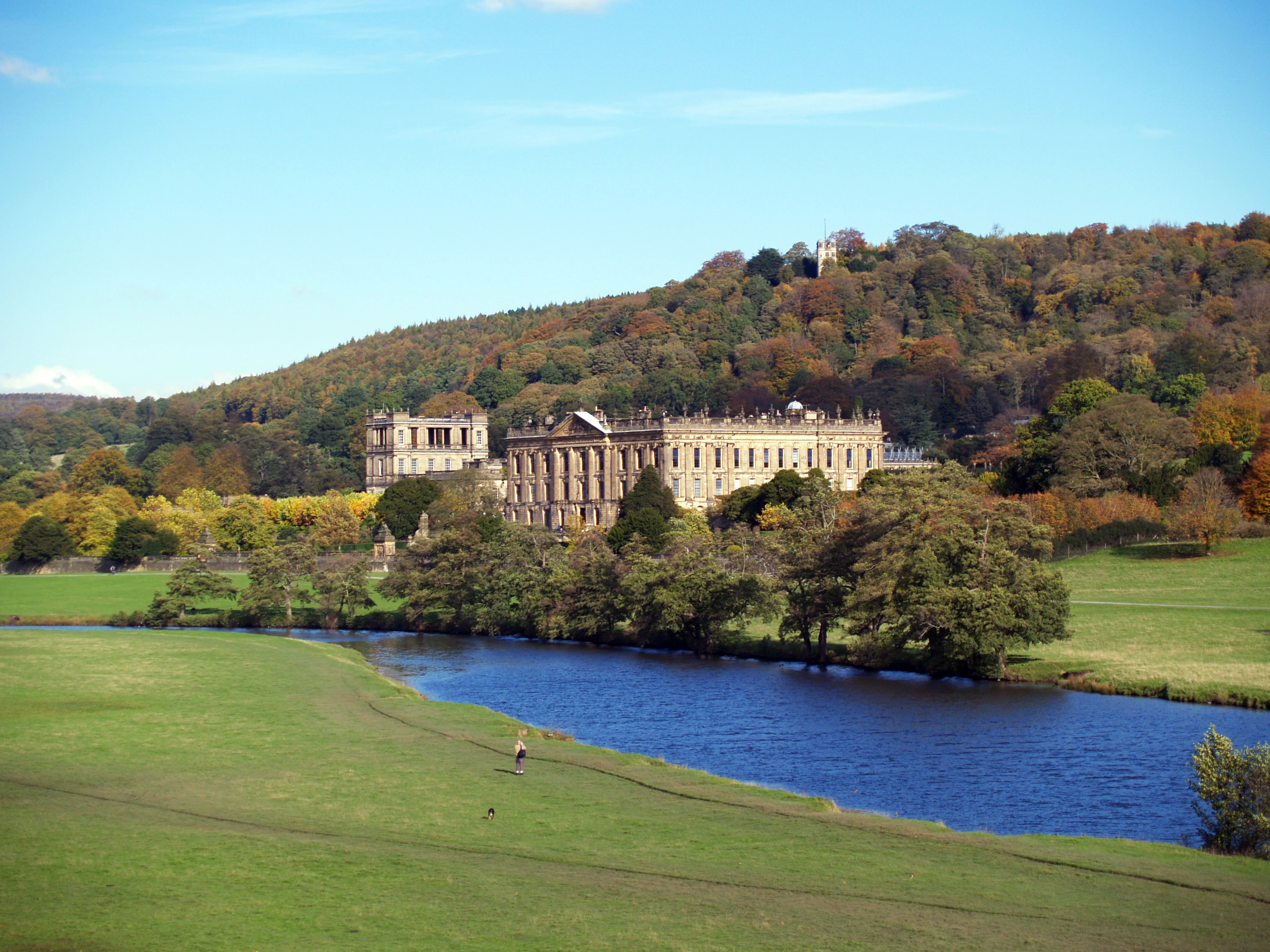
Чатсворт-хаус — місце дії екранізації «Гордості та упередження»
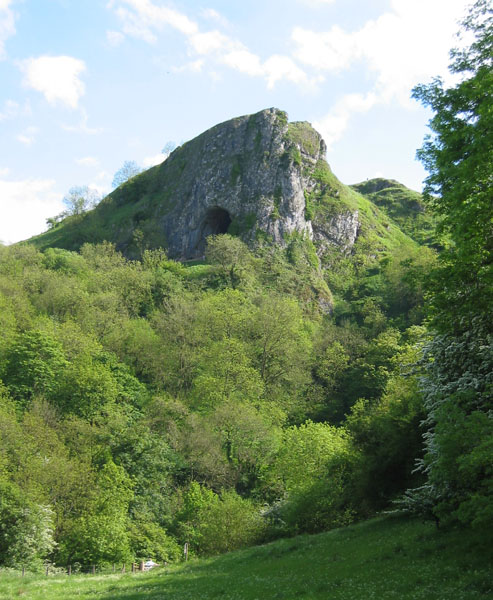
Печера Тора, краєвид з Меніфолд-Вей